# Регенсдорф
Регенсдорф (нім. Regensdorf) — місто  в Швейцарії в кантоні Цюрих, округ Дільсдорф.

## Географія
Місто розташоване на відстані близько 95 км на північний схід від Берна, 9 км на північний захід від Цюриха.
Регенсдорф має площу 14,6 км², з яких на 31,8% дозволяється будівництво (житлове та будівництво доріг), 42% використовуються в сільськогосподарських цілях, 23,9% зайнято лісами, 2,3% не є продуктивними (річки, льодовики або гори).

## Демографія
2019 року в місті мешкало 18 540 осіб (+12% порівняно з 2010 роком), іноземців було 35,6%. Густота населення становила 1268 осіб/км².
За віковим діапазоном населення розподілялося таким чином: 20,7% — особи молодші 20 років, 62,6% — особи у віці 20—64 років, 16,7% — особи у віці 65 років та старші. Було 7961 помешкань (у середньому 2,3 особи в помешканні).
Із загальної кількості 11 126 працюючих 77 було зайнятих в первинному секторі, 2317 — в обробній промисловості, 8732 — в галузі послуг.